# 구체 음악
구체 음악, 구상 음악, 또는 뮤직 콩크레트(프랑스어: Musique concrète)는 전자음악 초기의 한 분류로, 1948년 프랑스의 방송국 기사인 피에르 셰페르(Pierre Schaeffer)에 의해 이름이 지어지고 시도된 음악이다. 그러나 이런 뮤직 콩크레트 혹은 테입 음악과 같은 전자음악의 최초의 시도는 1944년에 이집트 작곡가 하림 엘 답(Halim El Dabh)에 의해서였다.
현재는 최초의 전자 음악을 지칭하는 말로 사용되고 있으며, 일렉트로어쿠스틱 음악의 한 장르이다. 프랑코폰(francophone, 프랑스어 문화권)에서 'Musique pour Bande'라고도 부르며, 프랑코폰 이외의 지역에선 '테이프 음악'(Tape recorder Music, concrete music)이라고도 부른다.

## 개요
1948년부터 파리 방송국 기사 피에르 셰페르가 시작한 것으로, 철도의 소리나 동물의 소리 등 자연계의 음이나 악기의 음 등을 녹음하여 이를 기계적, 전기적으로 조작하여 변질시키거나 겹치기도 하여 음악작품을 만들었다. 이것은 음에 의한 쉬르리얼리즘적 표현이라 할 수 있다. 1952년에 불레즈나 메시앙이 뮤지크 세리엘의 양식과 전자 음악의 양식에 가까운 구성적인 방법으로 뮤지크 콩크레트의 작품을 발표하고, 그 뒤 바레이즈, 슈토크하우젠, 라마티, 크세나키스, 페라리 등도 이 방법으로 작곡한 바 있다. 전자음과 소년의 노랫소리를 소재로 한 슈토크하우젠의 전자음악 <소년의 노래>(1956)가 성공한 이후 이러한 종류의 작품이 많이 나타났다. 뮤지크 콩크레트풍으로 녹음한 음을 오브제적으로 쓰는 방법은 뮤지크 세리엘의 경우와 흡사하다.

## 같이 보기
- 컴퓨터 음악
- 노이즈 (음악)
- 사운드 디자인
- 마이클 나이먼

## 참고 자료
- 이 문서에는 다음커뮤니케이션(현 카카오)에서 GFDL 또는 CC-SA 라이선스로 배포한 글로벌 세계대백과사전의 "서양 음악의 역사" 항목을 기초로 작성된 글이 포함되어 있습니다.